# Parlement des territoires
Le Parlement des territoires est une coopération d'acteurs en Occitanie qui rassemble la majeure partie des intercommunalités des départements de l'Hérault, de l'Aude, du Gard, de la Lozère, des Pyrénées-Orientales et de l'Aveyron autour de la métropole de Montpellier.
Il a été mis en place le 25 mars 2015. Il rassemble 57 intercommunalités, 1 066 communes et 2 577 835 habitants en 2011, sur un territoire de 36 111 km2.
Au 30 mai 2022, l'activité du Parlement des territoires semble au point mort. Le site internet n'existe plus.

## Histoire

### Création
Dès 2014, un projet de création d'un pôle métropolitain autour de Montpellier-Nîmes-Alès, à la suite de l'adoption de la loi MAPTAM et au projet de loi portant nouvelle délimitation des
régions voit le jour,. Philippe Saurel, maire de Montpellier et président de Montpellier Méditerranée Métropole convie les présidents des intercommunalités de la région Languedoc-Roussillon et de l'Aveyron à Castries le 25 mars 2015. Cette séance crée le Parlement des territoires, une coopération entre les acteurs territoriaux.
Le projet de création d'un pôle métropolitain autour de Montpellier n'a pas abouti.

### Identité visuelle

Logo du Parlement des territoires depuis le 25 mars 2015

## Territoire

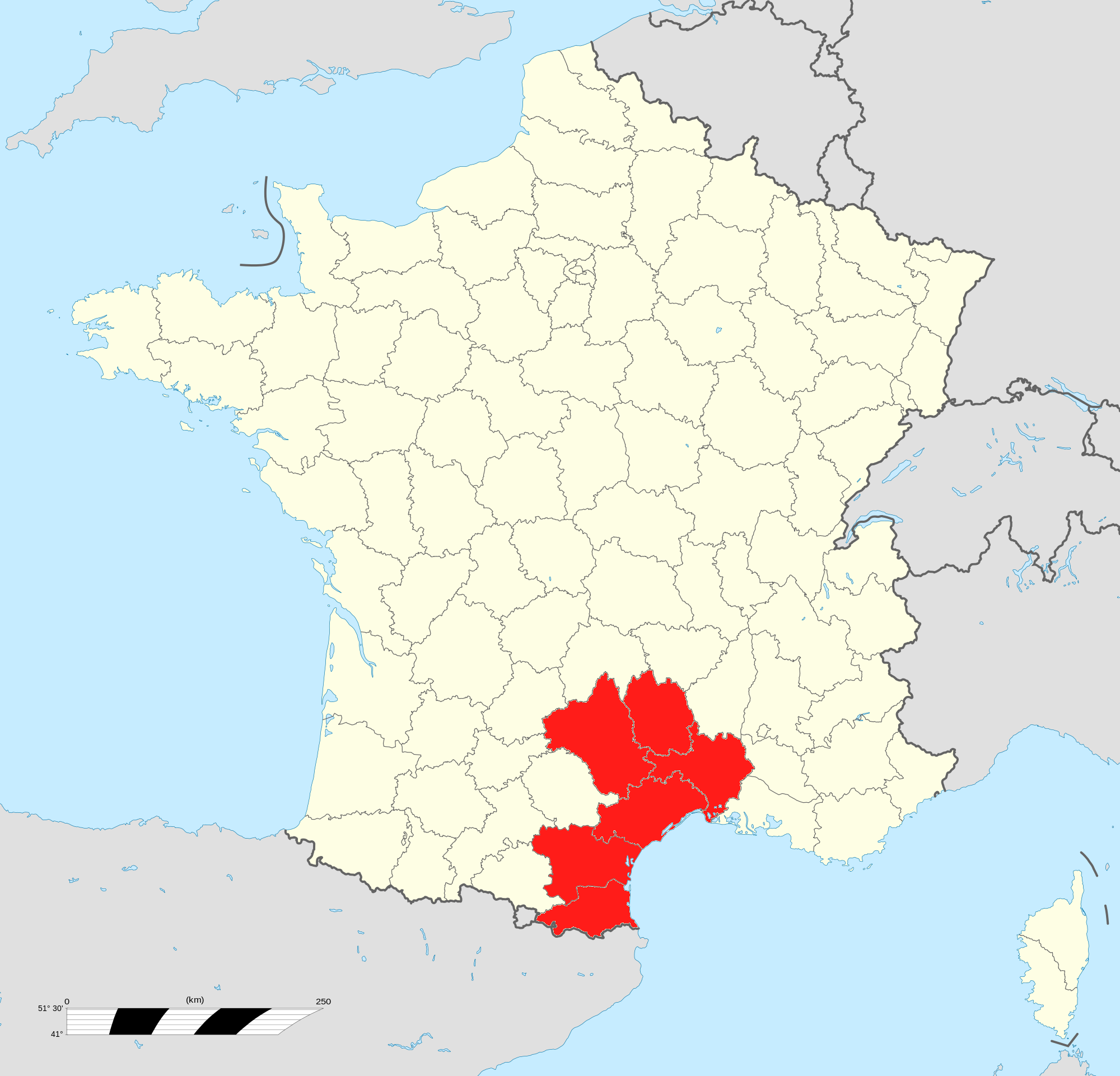
Localisation du Parlement des territoires en France

### Situation géographique
Les villes notables les plus proches du centre du Parlement des territoires sont :

### Intercommunalités membres
Le Parlement des territoires rassemble la majeure partie des intercommunalités des départements de l'Hérault, de l'Aude, du Gard, de la Lozère, des Pyrénées-Orientales et de l'Aveyron.
| Languedoc-Roussillon            |                                                            |                                 |                                 |                                 |                                 |                                       |                                       |                               |                                |          |
| Hérault                         |                                                            |                                 |                                 |                                 |                                 |                                       |                                       |                               |                                |          |
| Métropole                       | Montpellier Méditerranée Métropole                         | 243400017                       | FPU                             | 01/01/2015                      | Montpellier                     | Philippe Saurel                       | 31                                    | 507526                        | 421.80                         | 1 203,20 |
| Communauté d'agglomération      | Béziers Méditerranée                                       | 243400769                       | FPU                             | 31/12/2001                      | Béziers                         | Frédéric Lacas                        | 13                                    | 129880                        | 303.0                          | 428,60   |
| Communauté d'agglomération      | Thau Agglo                                                 | 243400827                       | FPU                             | 31/12/2002                      | Frontignan                      | François Commeinhes                   | 8                                     | 95086                         | 168.32                         | 564,90   |
| Communauté d'agglomération      | Hérault Méditerranée                                       | 243400819                       | FPU                             | 31/12/2002                      | Saint-Thibéry                   | Gilles D'Ettore                       | 19                                    | 80710                         | 386.60                         | 208,80   |
| Communauté d'agglomération      | Pays de l'Or Agglomération                                 | 243400470                       | FPU                             | 20/07/1993                      | Mauguio                         | Stephan Rossignol                     | 8                                     | 45401                         | 114.80                         | 395,60   |
| Communauté de communes          | Pays de Lunel                                              | 243400520                       | FPU                             | 24/12/1993                      | Lunel                           | François Berna                        | 15                                    | 51364                         | 157.90                         | 325,30   |
| Communauté de communes          | Grand Pic Saint-Loup                                       | 200022986                       | FPU                             | 01/01/2010                      | Saint-Mathieu-de-Tréviers       | Alain Poulet                          | 36                                    | 50876                         | 575.20                         | 88,40    |
| Communauté de communes          | Vallée de l'Hérault                                        | 243400694                       | FPU                             | 23/12/2004                      | Gignac                          | Louis Villaret                        | 28                                    | 41320                         | 481.0                          | 85,90    |
| Communauté de communes          | Nord du Bassin de Thau                                     | 243400751                       | FPU                             | 21/12/2000                      | Villeveyrac                     | Yves Pietrasanta                      | 6                                     | 26552                         | 141.97                         | 187,00   |
| Communauté de communes          | La Domitienne                                              | 243400488                       | FPU                             | 24/06/1993                      | Maureilhan                      | Alain Caralp                          | 8                                     | 28976                         | 171.90                         | 168,50   |
| Communauté de communes          | Clermontais                                                | 243400355                       | FPU                             | 31/12/2000                      | Clermont-l'Hérault              | Jean-Claude Lacroix                   | 21                                    | 28708                         | 236.20                         | 121,60   |
| Communauté de communes          | Grand Orb                                                  | 200042646                       | FPU                             | 01/01/2014                      | Le Bousquet-d'Orb               | Antoine Martinez                      | 24                                    | 19925                         | 460.10                         | 43,30    |
| Communauté de communes          | Canal Lirou Saint-Chinianais                               | 200042653                       | FPU                             | 01/01/2014                      | Puisserguier                    | Jean Noël Badenas                     | 17                                    | 18124                         | 313.90                         | 57,70    |
| Communauté de communes          | Avant-Monts du Centre Hérault Terroirs Faugères et Thongue | 200033538                       | FPU                             | 01/01/2013                      | Magalas                         | Charles Hey                           | 18                                    | 15091                         | 234.59                         | 64,30    |
| Communauté de communes          | Lodévois et Larzac                                         | 200017341                       | FPU                             | 17/11/2008                      | Lodève                          | Marie-Christine Bousquet              | 28                                    | 14783                         | 552.50                         | 26,80    |
| Communauté de communes          | Cévennes Gangeoises et Suménoises                          | 243400736                       | FPU                             | 31/12/1999                      | Ganges                          | Jacques Rigaud                        | 9 (EPCI complet : 13 dép2 : Gard)     | (EPCI complet : 12941)        | (EPCI complet : 241.10)        | 53,70    |
| Communauté de communes          | Pays de Thongue                                            | 243400728                       | FPU                             | 17/12/1999                      | Valros                          | Régis Vidal                           | 7                                     | 10152                         | 90.66                          | 112,00   |
| Communauté de communes          | Orb et Taurou                                              | 243400710                       | FPU                             | 28/12/1998                      | Murviel-lès-Béziers             | Gérard Baro                           | 5                                     | 7039                          | 97.93                          | 71,90    |
| Communauté de communes          | Le Minervois                                               | 200000610                       | FA                              | 31/12/2005                      | Olonzac                         | Gérard Marcouire                      | 15                                    | 6291                          | 282.51                         | 22,30    |
| Communauté de communes          | Orb et Jaur                                                | 243400629                       | FPU                             | 09/12/1996                      | Olargues                        | Jean Arcas                            | 12                                    | 4306                          | 232.98                         | 18,50    |
| Communauté de communes          | Pays Saint-Ponais                                          | 243400553                       | FPU                             | 27/12/1994                      | Saint-Pons-de-Thomières         | Josian Cabrol                         | 9                                     | 4042                          | 269.46                         | 15,00    |
| Communauté de communes          | Montagne du Haut Languedoc                                 | 243400389                       | FPU                             | 30/12/1992                      | La Salvetat-sur-Agout           | Marguerite Mathieu                    | 6 (EPCI complet : 8 dép2 : Tarn)      | 2 166 (EPCI complet : 2752)   | 317,30 (EPCI complet : 424.50) | 6,50     |
| TOTAL département               | TOTAL département                                          | TOTAL département               | TOTAL département               | TOTAL département               | TOTAL département               | TOTAL département                     | 343                                   | 1 107 398                     | 6 101                          |          |
| Aude                            |                                                            |                                 |                                 |                                 |                                 |                                       |                                       |                               |                                |          |
| Communauté d'agglomération      | Le Grand Narbonne                                          | 241100593                       | FPU                             | 26/12/2002                      | Narbonne                        | Jacques Bascou                        | 39                                    | 132244                        | 846.60                         | 156,20   |
| Communauté d'agglomération      | Carcassonne Agglo                                          | 200035715                       | FPU                             | 14/12/2001                      | Carcassonne                     | Régis Banquet                         | 73                                    | 113827                        | 1062.20                        | 107,20   |
| Communauté de communes          | Piémont d'Alaric                                           | 241100353                       | FPU                             | 01/01/1995                      | Capendu                         | Philippe Rappeneau                    | 11                                    | 6077                          | 105.06                         | 57,80    |
| Communauté de communes          | Région Lézignanaise, Corbières et Minervois                | 200035863                       | FPU                             | 01/01/2013                      | Lézignan-Corbières              | Michel Maïque                         | 52                                    | 33191                         | 810.0                          | 41,0     |
| Communauté de communes          | Limouxin et Saint-Hilairois                                | 200043487                       | FPU                             | 01/01/2014                      | Limoux                          | Pierre Durand                         | 58                                    | 24514                         | 537.39                         | 45,60    |
| Communauté de communes          | Corbières                                                  | 200035871                       | FA                              | 01/01/2013                      | Durban-Corbières                | Christian Casties                     | 15                                    | 3959                          | 371.88                         | 10,60    |
| TOTAL département               | TOTAL département                                          | TOTAL département               | TOTAL département               | TOTAL département               | TOTAL département               | TOTAL département                     | 248                                   | 292 297                       |                                |          |
| Gard                            |                                                            |                                 |                                 |                                 |                                 |                                       |                                       |                               |                                |          |
| Communauté d'agglomération      | Nîmes Métropole                                            | 243000643                       | FPU                             | 31/12/2001                      | Nîmes                           | Yvan Lachaud                          | 27                                    | 258750                        | 790.90                         | 327,20   |
| Communauté d'agglomération      | Alès Agglomération                                         | 200035152                       | FPU                             | 01/01/2013                      | Alès                            | Max Roustan                           | 50                                    | 98027                         | 626.62                         | 156,40   |
| Communauté d'agglomération      | Gard Rhodanien Agglomération                               | 200034692                       | FPU                             | 01/01/2013                      | Bagnols-sur-Cèze                | Jean-Christian Rey                    | 42                                    | 75467                         | 632.30                         | 119,30   |
| Communauté de communes          | Beaucaire Terre d'Argence                                  | 243000585                       | FPU                             | 20/11/2001                      | Beaucaire                       | Juan Martinez                         | 5                                     | 31366                         | 205.40                         | 152,70   |
| Communauté de communes          | Pays d'Uzès                                                | 200034379                       | FPU                             | 01/01/2013                      | Uzès                            | Jean-Luc Chapon                       | 31                                    | 30799                         | 502.80                         | 61,30    |
| Communauté de communes          | Rhôny Vistre Vidourle                                      | 243000569                       | FPU                             | 01/01/2001                      | Gallargues-le-Montueux          | Jean-Baptiste Estève                  | 10                                    | 28302                         | 81.30                          | 348,0    |
| Communauté de communes          | Petite Camargue                                            | 243000593                       | FPU                             | 20/11/2001                      | Vauvert                         | Jean-Paul Franc[pertinence contestée] | 5                                     | 27960                         | 203.60                         | 137,30   |
| Communauté de communes          | Pont du Gard                                               | 243000684                       | FPU                             | 01/01/2013                      | Remoulins                       | Claude Martinet                       | 17                                    | 23643                         | 230.30                         | 102,70   |
| Communauté de communes          | Pays de Sommières                                          | 243000296                       | FPU                             | 30/12/1992                      | Sommières                       | Jean-Claude Herzog                    | 171                                   | 24416                         | 194.10                         | 125,80   |
| Communauté de communes          | Piémont Cévenol                                            | 200034411                       | FPU                             | 01/01/2013                      | Quissac                         | Olivier Gaillard                      | 34                                    | 22301                         | 451.40                         | 49,40    |
| Communauté de communes          | Terre de Camargue                                          | 243000650                       | FPU                             | 10/12/2001                      | Aigues-Mortes                   | Laurent Pélissier                     | 3                                     | 20736                         | 202.30                         | 102,50   |
| Communauté de communes          | Cèze Cévennes                                              | 200035129                       | FPU                             | 01/01/2010                      | Saint-Ambroix                   | Pierre Brun                           | 22 (EPCI complet : 23 dép2 : Ardèche) | (EPCI complet : 19197)        | (EPCI complet : 318.80)        | 60,20    |
| Communauté de communes          | Pays Grand'Combien                                         | 243000551                       | FPU                             | 14/12/2000                      | La Grand-Combe                  | Patrick Malavieille                   | 9                                     | 13644                         | 126.59                         | 107,80   |
| Communauté de communes          | Leins Gardonnenque                                         | 243000742                       | FPU                             | 31/12/2002                      | Saint-Geniès-de-Malgoirès       | Michel Martin                         | 14                                    | 12315                         | 121.79                         | 101,10   |
| Communauté de communes          | Vivre en Cévennes                                          | 243000452                       | FPU                             | 30/12/1998                      | Rousson                         | Ghislain Chassary                     | 7                                     | 12191                         | 91.54                          | 133,20   |
| Communauté de communes          | Pays Viganais Cévennes                                     | 243000270                       | FPU                             | 01/01/1993                      | Le Vigan                        | Roland Canayer                        | 22                                    | 9909                          | 383.20                         | 25,90    |
| Communauté de communes          | Côte du Rhône Gardoise                                     | 243000536                       | FPU                             | 18/12/2000                      | Roquemaure                      | Joël Manzanère                        | 3                                     | 9458                          | 46.81                          | 202,10   |
| Communauté de communes          | Mont Aigoual Causses Cévennes                              | 200034601                       | FA                              | 01/01/2013                      | Valleraugue                     | Martin Delord                         | 16                                    | 5337                          | 474.90                         | 11,20    |
| Communauté de communes          | Hautes Cévennes                                            | 243000528                       | FA                              | 28/12/2000                      | Génolhac                        | Gérard Polge                          | 9 (EPCI complet : 10 dép2 : Lozère)   | 435 (EPCI complet : 3601)     | 49,77 (EPCI complet : 215.20)  | 16,70    |
| TOTAL département               | TOTAL département                                          | TOTAL département               | TOTAL département               | TOTAL département               | TOTAL département               | TOTAL département                     | 353                                   | 736 029                       | 5 853                          |          |
| Lozère                          |                                                            |                                 |                                 |                                 |                                 |                                       |                                       |                               |                                |          |
| Communauté de communes          | Cœur de Lozère                                             | 244800405                       | FPU                             | 14/12/2001                      | Mende                           | Alain Bertrand                        | 4                                     | 15632                         | 212.60                         | 73,50    |
| Communauté de communes          | Florac Sud Lozère                                          | 200047710                       | FPU                             | 01/01/2015                      | Florac                          | Guy Rouvière                          | 12                                    | 4 530                         |                                |          |
| TOTAL département               | TOTAL département                                          | TOTAL département               | TOTAL département               | TOTAL département               | TOTAL département               | TOTAL département                     | 16                                    | 17 973                        |                                |          |
| Pyrénées-Orientales             |                                                            |                                 |                                 |                                 |                                 |                                       |                                       |                               |                                |          |
| Communauté d'agglomération      | Perpignan Méditerranée                                     | 200027183                       | FPU                             | 31/12/2010                      | Perpignan                       | Jean-Marc Pujol                       | 36                                    | 277926                        | 628.58                         | 442,15   |
| Communauté de communes          | Albères Côte Vermeille                                     | 200043602                       | FPU                             | 01/01/2014                      | Argelès-sur-Mer                 | Pierre Aylagas                        | 15                                    | 57158                         | 292.50                         | 195,40   |
| Communauté de communes          | Sud Roussillon                                             | 246600282                       | FPU                             | 31/12/1992                      | Saint-Cyprien                   | Thierry Del Poso                      | 6                                     | 24582                         | 40.70                          | 603,50   |
| Communauté de communes          | Vallespir                                                  | 246600373                       | FPU                             | 31/12/1996                      | Céret                           | Alain Torrent                         | 10                                    | 20370                         | 183.90                         | 110,70   |
| Communauté de communes          | Salanque Méditerranée                                      | 246600407                       | FPU                             | 31/12/1996                      | Claira                          | Joseph Puig                           | 3 (EPCI complet : 4 dép2 : Aude)      | 14 624 (EPCI complet : 15636) | 103,80 (EPCI complet : 134.05) | 116,60   |
| TOTAL département               | TOTAL département                                          | TOTAL département               | TOTAL département               | TOTAL département               | TOTAL département               | TOTAL département                     | 71                                    | 365 992                       |                                |          |
| TOTAL région                    | TOTAL région                                               | TOTAL région                    | TOTAL région                    | TOTAL région                    | TOTAL région                    | TOTAL région                          | 1 031                                 | 2 479 507                     |                                |          |
| Midi-Pyrénées                   |                                                            |                                 |                                 |                                 |                                 |                                       |                                       |                               |                                |          |
| Aveyron                         |                                                            |                                 |                                 |                                 |                                 |                                       |                                       |                               |                                |          |
| Communauté d'agglomération      | Grand Rodez                                                | 241200187                       | FPU                             | 20/12/1999                      | Rodez                           | Christian Teyssedre                   | 11                                    | 56131                         | 205.30                         | 273,40   |
| Communauté de communes          | Millau Grands Causses                                      | 241200567                       | FPU                             | 27/12/1999                      | Millau                          | Gérard Prêtre                         | 14                                    | 29193                         | 511.70                         | 57,10    |
| Communauté de communes          | Saint-Affricain                                            | 241200823                       | FPU                             | 10/12/2001                      | Vabres-l'Abbaye                 | Alain Fauconnier                      | 10                                    | 12672                         | 341.39                         | 37,10    |
| TOTAL département               | TOTAL département                                          | TOTAL département               | TOTAL département               | TOTAL département               | TOTAL département               | TOTAL département                     | 35                                    | 98 328                        |                                |          |
| TOTAL région                    | TOTAL région                                               | TOTAL région                    | TOTAL région                    | TOTAL région                    | TOTAL région                    | TOTAL région                          | 35                                    | 98 328                        |                                |          |
| TOTAL Parlement des territoires | TOTAL Parlement des territoires                            | TOTAL Parlement des territoires | TOTAL Parlement des territoires | TOTAL Parlement des territoires | TOTAL Parlement des territoires | TOTAL Parlement des territoires       | 1 066                                 | 2 577 835                     |                                |          |

### Démographie
| 2011      |
| --------- |
| 2 577 835 |

## Organisation

### Présidence
| Nom | Nom             | Parti | Début        | Fin | Mandats |
| --- | --------------- | ----- | ------------ | --- | --- |
|     | Philippe Saurel | DVG   | 25 mars 2015 |     | Conseiller général de l'Hérault de 1998 à 2014 Maire de Montpellier Président de Montpellier Méditerranée Métropole |

## Administration

### Siège
Le siège du parlement des territoires se situe au château de Castries, dans la banlieue de Montpellier.

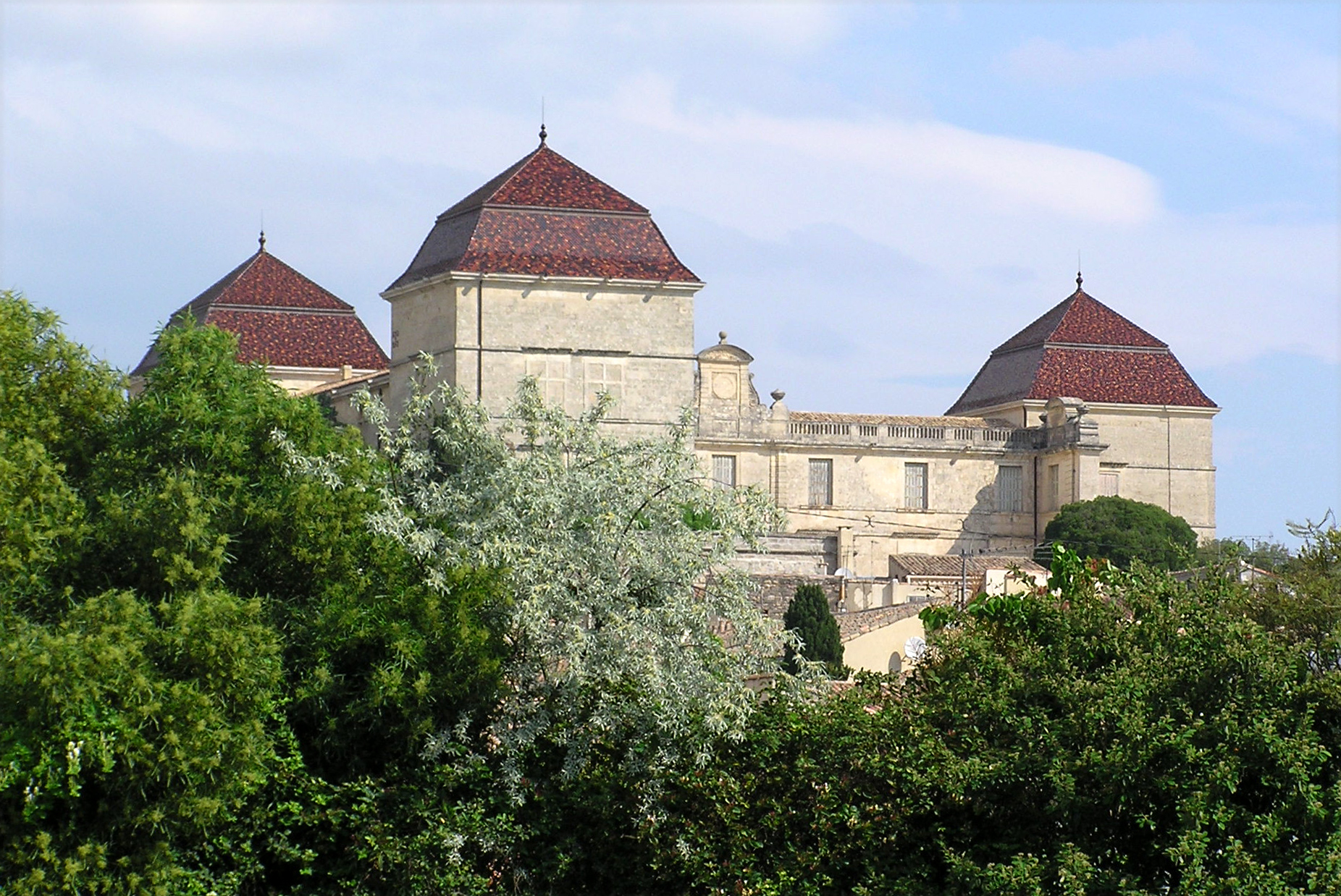
Le château de Castries